# Test PAP
Test PAP ali Papanicolaouov test je presejalni preskus za citološko ugotavljanje raka materničnega vratu ali hormonskega stanja ženske. Preskus je leta 1928 razvil grški zdravnik George Papanicolaou. Temelji na mikroskopskem pregledu obarvanih celic iz materničnega vratu ter pomaga pri zgodnjem odkrivanju raka materničnega vratu, omogoča pa tudi oceno hormonskega statusa, ki se izraža na morfologiji celic.
Celice z materničnega vratu odvzame ginekolog s posebnim strgalom, vatirano paličico ali majhno krtačko, in sicer tako, da postrga sluz iz materničnega ustja ali kanala. Sluz, v kateri se nahajajo epitelijske celice, nanesejo na objektno steklo, osušijo ter vzorec obarvajo z barviloma hematoksilin in oranž G. Nato sperejo vzorec s topilom ter pod mikroskopom pregledajo morfologijo obarvanih celic. 
Test PAP ni diagnostičen, temveč le presejalen test. Ob morebitnih nepravilnostih pri mikroskopskem pregledu celic so zato potrebne nadaljnje preiskave (kolposkopija, biopsija ...).

### Izvid
Do leta 2006 so izvide testa PAP opisali z enim od petih razredov: PAP I, PAP II, PAP III, PAP IV ali PAP V. PAP I je pomenil negativen izvid, kar pomeni, da v pregledanih celicah ni bilo opazne nobene patologije. PAP II je pomenil blago spremenjene celice (zaradi vnetja ali zelo zgodnje oblike predrakavih sprememb celic). PAP III je opisal celice, ki so zmerno predrakavo spremenjene, PAP IV in V pa huje oziroma zelo hudo spremenjene celice, morda že zaradi prisotne rakave spremembe. 
Po novem so izvidi razdeljeni v dva razreda, negativnega in pozitivnega. Med negativne izvide se štejejo tudi spremembe zaradi vnetja, ostale patološke spremembe celic pa med pozitivne izvide.